# Histoplasmóza ptáků
Histoplasmóza je celosvětově rozšířené nekontagiózní plísňové onemocnění živočichů a člověka, postihující retikuloendoteliální systém (RES). Ojediněle se vyskytuje u ptáků chovaných v zoologických zahradách. U drůbeže nemá veterinární ani ekonomický význam, spíše jen diferenciálně diagnostický a vědecký. 

## Příčiny onemocnění (etiologie)
Původcem mykózy je plíseň Histoplasma capsulatum. Parazitické stadium ve tkáni tvoří drobné kvasinkové buňky velikosti 1-4 µm. Saprofytické myceliové stadium roste při teplotě 37 °C na Sabouraudově agaru po 2 týdnech inkubace ve formě bělavých až hnědých kolonií. Vyžaduje nutričně bohaté médium, vyšší vlhkost aoxid uhličitý. Mycelium tvoří segmentované větvící se hyfy silné 2,5 µm se dvěma typy spor – mikrokonidiemi o průměrné velikosti 3-4 µm a nápadně velkými (8-25 µm) makrokonidiemi (chlamydospory), které jsou kulaté, silnostěnné s ostnitými výběžky.

## Vznik, šíření a projevy nemoci
Zdrojem nákazy je půda kontaminovaná exkrementy ptáků, případně netopýrů, ve které houba trvale perzistuje. K infekci člověka dochází vzdušnou cestou, inhalací konidií v kontaminovaném prachu. H. capsulatum byla prokázána v trusu kura domácího, kosů, špačků, holubů a racků. Může se vyskytovat i v půdě voliér, kontaminované trusem volně žijících ptáků. Způsoby přenosu ani patogeneze nejsou známy.
U lidí probíhá histoplasmóza skrytě (inaparentně), jako plicní onemocnění podobné tuberkulóze, případně u progresivních forem postihuje RES.

## Diagnostika
Diagnóza je založena na izolaci a identifikaci původce, případně sérologicky.